# Allolactose
L'allolactose est un disaccharide similaire au lactose. Il est constitué des monosaccharides D-galactose et D-glucose liés par une liaison β1-6-glycosidique au lieu de la liaison β1-4 du lactose. Elle peut résulter d’une transglycosylation occasionnelle du lactose par la β-galactosidase.
C'est un inducteur de l’opéron lac (ou ‘opéron lactose’) chez Escherichia coli et de nombreuses autres bactéries entériques. Il se lie à une sous-unité du répresseur tétramérique lac entraînant des changements conformationnels qui réduisent l’affinité du répresseur lac pour l’opérateur et le dissocie de ce dernier. L’absence de répresseur permet de procéder à la transcription de l’opéron lactose. Un analogue non hydrolysable de l’allolactose, l’Isopropyl-β-D-1-thiogalactopyranoside (IPTG) est normalement utilisé en biologie moléculaire pour induire l’opéron lactose.